# USS Monssen (DD-436)
Эскадренный миноносец «Монссен» (англ. USS Monssen (DD-436)) — американский эсминец типа Gleaves.
Заложен на верфи Puget Sound Navy Yard, 12 июля 1939 года. Спущен 16 мая 1940 года, вступил в строй 14 марта 1941 года.
13 ноября 1942 года тяжело повреждён артиллерийским огнём японских эсминцев «Асагумо», «Мурасамэ» и «Самидарэ» близ острова Гуадалканал. Оставлен экипажем, позднее потоплен торпедой японского эсминца «Асагумо».
Из ВМС США исключён 13 января 1943 года.